# Karolina Kudłacz
Karolina Kudłacz-Gloc (născută Kudłacz, n. 17 ianuarie 1985, Wąbrzeźno, Voievodatul Cuiavia și Pomerania, Polonia) este o handbalistă poloneză care joacă pentru clubul german SG BBM Bietigheim și echipa națională a Poloniei. 

## Biografie
Karolina Kudłacz a început să joace handbal la echipa Vambresia Wąbrzeźno. A trecut apoi pe la MKS Słupia Słupsk înainte de a ajunge, în 2002, la AZS AWFiS Gdańsk. Cu echipa din Gdansk a câștigat campionatul Poloniei în 2004, s-a clasat pe locul doi în 2005, a terminat a treia în 2003 și 2006, și și-a adjudecat Cupa Poloniei în 2005. În 2006, Kudłacz s-a transferat la HC Leipzig, cu care a câștigat de două ori campionatul Germaniei, în 2009 și 2010. În 2009, ea a ajuns cu echipa din Leipzig până în finala Cupei EHF.
Kudłacz a debutat la echipa națională de senioare pe 30 martie 2004, într-un meci amical împotriva Greciei. Ea a luat parte la Campionatele Mondiale din 2005 (locul 19), 2007 (locul 11) și 2013 (locul 4). De asemenea, ea a participat la Campionatul European din 2006, unde echipa Poloniei s-a clasat pe locul 8.

## Palmares
- Campionatul Poloniei:
  -  Câștigătoare: 2004
  -  Medalie de argint: 2005
  -  Medalie de bronz: 2003, 2006

- Cupa Poloniei:
  -  Câștigătoare: 2005

- Campionatul Germaniei:
  -  Câștigătoare: 2009, 2010, 2019, 2022
  -  Medalie de argint: 2008
  -  Medalie de bronz: 2011, 2012

- Cupa Germaniei:
  -  Câștigătoare: 2007, 2008, 2014, 2016, 2021, 2022

- Cupa EHF:
  - Câștigătoare: 2022
  - Finalistă: 2009